# Ministère de la Jeunesse et des Sports (Tunisie)
Pour les articles homonymes, voir Ministère de la Jeunesse et des Sports.
Le ministère de la Jeunesse et des Sports (arabe : وزارة الشباب والرياضة) est le ministère tunisien chargé des jeunes et de la politique sportive.

## Missions et attributions

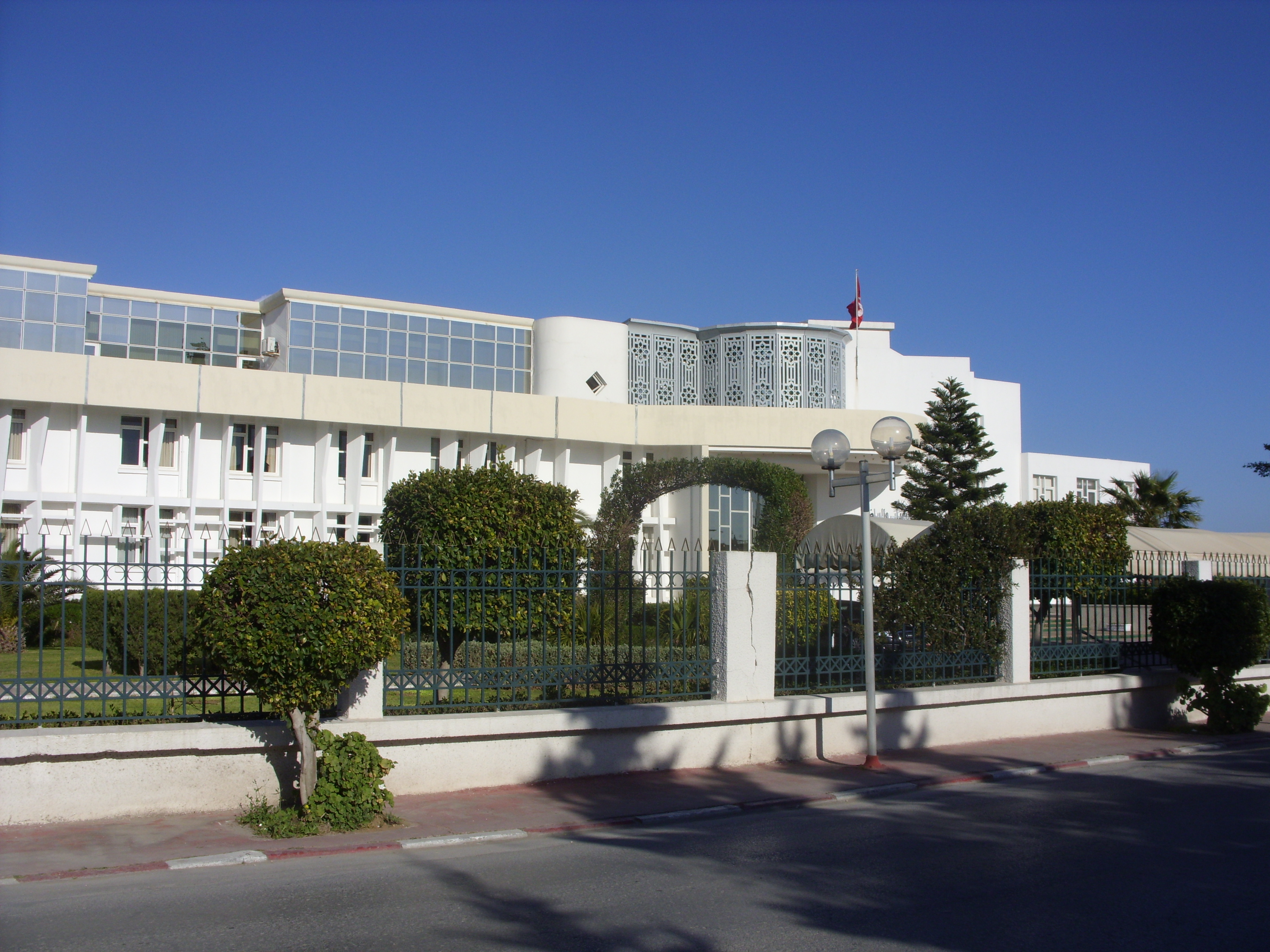
Siège du ministère.

## Ministre
Le ministre de la Jeunesse et des Sports est nommé par le président de la République tunisienne sur proposition du chef du gouvernement. Il dirige le ministère et participe au Conseil des ministres.

### Liste
| Image | Nom                                                                    | Parti        |  | Gouvernement                                                                       | Début du mandat   | Fin du mandat     |
| ----- | ---------------------------------------------------------------------- | ------------ |  | ---------------------------------------------------------------------------------- | ----------------- | ----------------- |
|       | Azzouz Rebaï                                                           | Néo-Destour  |  | Gouvernement Bourguiba I Gouvernement Bourguiba II                                 | 15 avril 1956     | 31 décembre 1957  |
|       | Mondher Ben Ammar                                                      | PSD          |  | Gouvernement Bourguiba II                                                          | 11 novembre 1964  | 7 novembre 1969   |
|       | Mohamed Mzali                                                          | PSD          |  | Gouvernement Ladgham                                                               | 7 novembre 1969   | 12 juin 1970      |
|       | Chedly Ayari                                                           | PSD          |  | Gouvernement Ladgham                                                               | 12 juin 1970      | 6 novembre 1970   |
|       | Tahar Belkhodja                                                        | PSD          |  | Gouvernement Nouira                                                                | 6 novembre 1970   | 29 octobre 1971   |
|       | Ahmed Chtourou                                                         | PSD          |  | Gouvernement Nouira                                                                | 29 octobre 1971   | 5 juin 1973       |
|       | Mohamed Sayah                                                          | PSD          |  | Gouvernement Nouira                                                                | 5 juin 1973       | 30 novembre 1973  |
|       | Fouad Mebazaa                                                          | PSD          |  | Gouvernement Nouira                                                                | 30 novembre 1973  | 13 septembre 1978 |
|       | Hédi Zeghal                                                            | PSD          |  | Gouvernement Nouira Gouvernement Mohamed Mzali                                     | 13 septembre 1978 | 4 septembre 1980  |
|       | Mohamed Kraïem                                                         | PSD          |  | Gouvernement Mohamed Mzali                                                         | 4 septembre 1980  | 23 octobre 1985   |
|       | Hédi Bouricha                                                          | PSD          |  | Gouvernement Mohamed Mzali                                                         | 23 octobre 1985   | 7 avril 1986      |
|       | Hamed Karoui                                                           | PSD          |  | Gouvernement Mohamed Mzali Gouvernement Sfar Gouvernement Ben Ali                  | 7 avril 1986      | 27 octobre 1987   |
|       | Fouad Mebazaa                                                          | PSD RCD      |  | Gouvernement Ben Ali Gouvernement Hédi Baccouche I                                 | 27 octobre 1987   | 12 avril 1988     |
|       | Abdelhamid Escheikh                                                    | RCD          |  | Gouvernement Hédi Baccouche I                                                      | 12 avril 1988     | 27 juillet 1988   |
|       | Hamouda Ben Slama                                                      | Indépendant  |  | Gouvernement Hédi Baccouche II Gouvernement Hédi Baccouche III Gouvernement Karoui | 27 juillet 1988   | 20 février 1991   |
|       | Mohamed Saâd                                                           | RCD          |  | Gouvernement Karoui                                                                | 20 février 1991   | 15 juin 1993      |
|       | Abderrahim Zouari                                                      | RCD          |  | Gouvernement Karoui                                                                | 15 juin 1993      | 22 janvier 1997   |
|       | Mohamed Raouf Najar                                                    | RCD          |  | Gouvernement Karoui Gouvernement Ghannouchi I                                      | 22 janvier 1997   | 5 septembre 2002  |
|       | Abderrahim Zouari                                                      | RCD          |  | Gouvernement Ghannouchi I                                                          | 5 septembre 2002  | 10 novembre 2004  |
|       | Abdallah Kaâbi                                                         | RCD          |  | Gouvernement Ghannouchi I                                                          | 10 novembre 2004  | 29 août 2008      |
|       | Samir Lâabidi                                                          | RCD          |  | Gouvernement Ghannouchi I                                                          | 29 août 2008      | 29 décembre 2010  |
|       | Abdelhamid Slama                                                       | RCD          |  | Gouvernement Ghannouchi I                                                          | 29 décembre 2010  | 17 janvier 2011   |
|       | Mohamed Aloulou                                                        | Indépendant  |  | Gouvernement Ghannouchi II Gouvernement Caïd Essebsi                               | 17 janvier 2011   | 1er juillet 2011  |
|       | Slim Chaker                                                            | Indépendant  |  | Gouvernement Caïd Essebsi                                                          | 1er juillet 2011  | 24 décembre 2011  |
|       | Tarak Dhiab                                                            | Indépendant  |  | Gouvernement Jebali Gouvernement Larayedh                                          | 24 décembre 2011  | 29 janvier 2014   |
|       | Saber Bouatay                                                          | Indépendant  |  | Gouvernement Jomaa                                                                 | 29 janvier 2014   | 6 février 2015    |
|       | Maher Ben Dhia                                                         | UPL          |  | Gouvernement Essid                                                                 | 6 février 2015    | 27 août 2016      |
|       | Majdouline Cherni                                                      | Nidaa Tounes |  | Gouvernement Chahed                                                                | 27 août 2016      | 14 novembre 2018  |
|       | Sonia Ben Cheikh                                                       | Tahya Tounes |  | Gouvernement Chahed                                                                | 14 novembre 2018  | 27 février 2020   |
|       | Ahmed Gaâloul                                                          | Ennahdha     |  | Gouvernement Fakhfakh                                                              | 27 février 2020   | 15 juillet 2020   |
|       | Asma Shiri (intérim)                                                   | Indépendante |  | Gouvernement Fakhfakh                                                              | 15 juillet 2020   | 2 septembre 2020  |
|       | Kamel Deguiche (Jeunesse, Sports et Intégration professionnelle)       | Indépendant  |  | Gouvernement Mechichi                                                              | 2 septembre 2020  | 15 février 2021   |
|       | Sihem Ayadi (Jeunesse, Sports et Intégration professionnelle, intérim) | Indépendante |  | Gouvernement Mechichi                                                              | 15 février 2021   | 13 septembre 2021 |
|       | Kamel Deguiche                                                         | Indépendant  |  | Gouvernement Bouden/Hachani/Madouri                                                | 11 octobre 2021   | 25 août 2024      |
|       | Sadok Mourali                                                          | Indépendant  |  | Gouvernement Madouri/Zaafrani                                                      | 25 août 2024      | en cours          |

## Secrétaires d'État
- Slim Amamou : du 17 janvier au 25 mai 2011
- Myriam Mizouni : au 1er juillet au 24 décembre 2011
- Hichem Ben Jemaa : du 24 décembre 2011 au 13 mars 2013
- Fethi Touzri : du 13 mars 2013 au 29 janvier 2014
- Chokri Terzi : du 6 février 2015 au 6 janvier 2016
- Faten Kallel (Jeunesse) : du 27 août 2016 au 6 septembre 2017
- Imed Jabri (Sports) : du 27 août 2016 au 6 septembre 2017
- Abdelkoddous Saâdaoui (Jeunesse) : du 6 septembre 2017 au 27 février 2020
- Ahmed Gaâloul (Sports) : du 5 novembre 2018 au 13 novembre 2019
- Sihem Ayadi : du 2 septembre 2020 au 13 septembre 2021